# Signe Riisalo

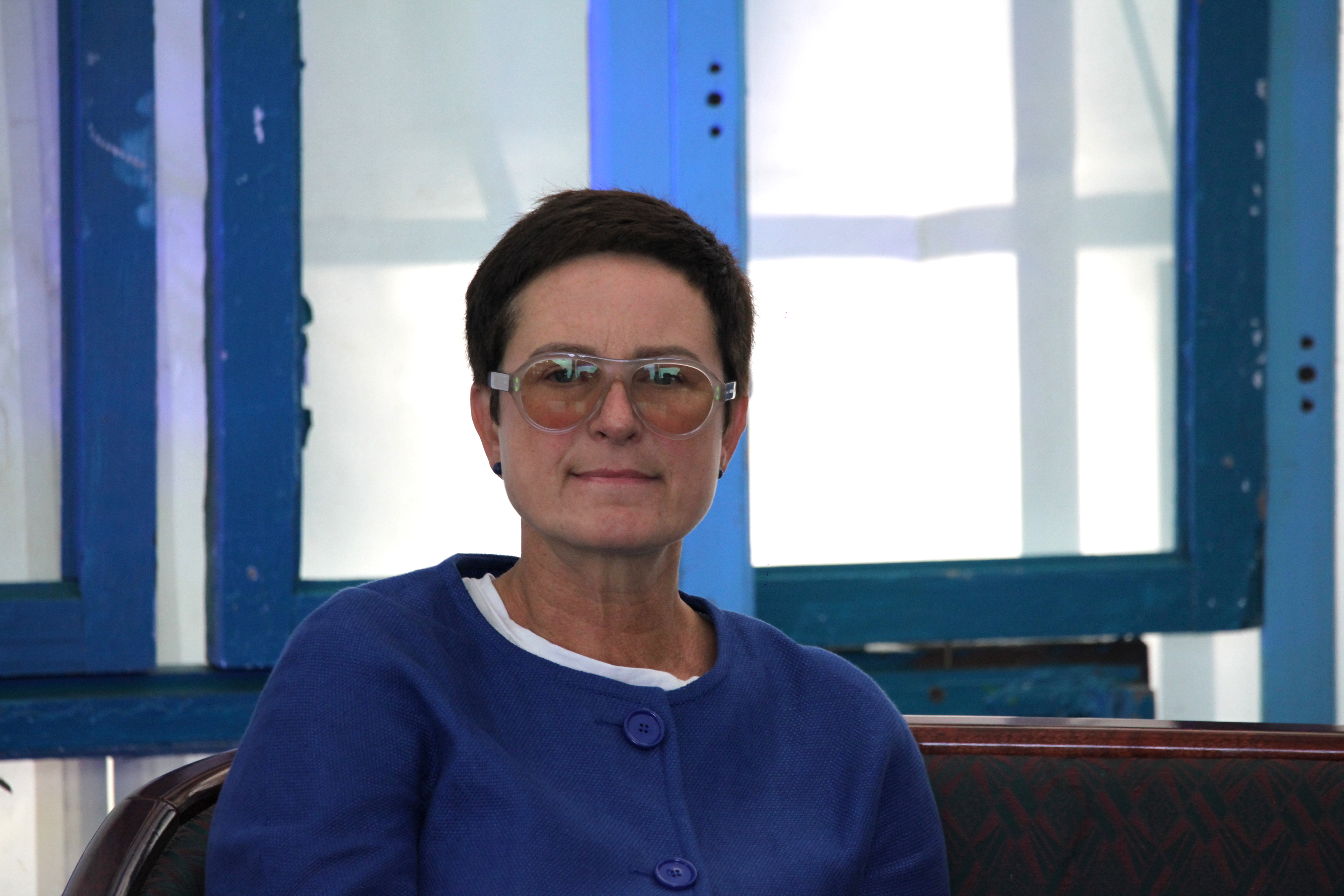
Signe Riisalo (2021)

Signe Riisalo, née le 8 octobre 1968 à Tallinn (Estonie), est une femme politique estonienne, membre du Parti de la réforme d'Estonie.

## Jeunesse
En 1989, Signe Riisalo est diplômée de l'Université de technologie de Tallinn puis obtient une licence en travail social de l'université de Tallinn en 1995. En 2008, elle est sort diplômée en droit de l'université de Tartu puis entame un doctorat en pédagogie sociale et protection de l'enfance à l'Université de Tallinn en 2017.

## Carrière
Le 26 janvier 2021, elle est nommée ministre de la protection sociale dans le nouveau gouvernement estonien formé par la première ministre Kaja Kallas.
À la suite de la pandémie de Covid-19 en Estonie, Signe Riisalo lance une campagne d'aide sur la santé mentale à hauteur de 2,85 millions d'euros pour venir en aide aux personnes touchées mentalement par les confinements et autres mesures sanitaires prises depuis le début de la crise.